# Гриневський Ілля Самсонович
Ілля Самсонович Гриневський (справжнє прізвище Шкапа; 6 серпня (25 липня) 1898, містечко Гриньов, Чернігівська губернія — 1993) — російський письменник — автор нарисів, прозаїк.

## Навчання
Закінчив Глухівський вчительський інститут у 1918 році.

## Революційна діяльність
Учасник Громадянської війни. Воював в складі Червоної армії проти українських визвольних змагань. Потім
був завідувачем Стародубськими політпросвітою і відділом народної освіти. Добровільно вступив до Червоної Армії і воював з денікінцями (був поранений і контужений), повернувся на радянську роботу в Стародуб.
На початку 1921 року І. С. Шкапа публічно висловився за скасування продрозкладки, за що був виключений з партії і заарештований — правда, не надовго.
З 1922 року І. С. Шкапа був викладачем в Гомельській радпартшколі, займався журналістикою, а в 1925 році його перевели до Москви для роботи в «Селянської газеті». З 1928 року він працював в редакції створеного О. М. Горьким журналу «Наши достижения».

## Творча діяльність
Друкується з 1929 року. Автор багатьох нарисів про становлення радянської промисловості і сільського господарства в роки перших п'ятирічок («Селяни і радянська влада», «Обличчям до обличчя», 1934; перероблена видавництвом під назву «Своїми очима», 1958, та інші).
Брав участь у редагуванні першого тому «Історії громадянської війни».

## Репресії
У вересні 1935 року І. С. Шкапа був заарештований, два роки перебував у одиночній камері, а потім 18 років — в колимських таборах, звідки зміг повернутися лише в 1955 році. Був повністю реабілітований — допомогли заяви його близьких знайомих — академіка І. І. Мінца та М. А. Шолохова.
Помер письменник у 1992 році.
Нагороджений медалями. Член Союзу письменників СРСР (1935).

## Твори
- Железо и хлеб. — М., 1931.
- Лицом к лицу. — М., 1934.
- Своими глазами. — М., 1958.
- Семь лет с Горьким: Воспоминания. — М., 1964.